# Pteromalus cupreus
Pteromalus cupreus är en stekelart som beskrevs av Christian Gottfried Daniel Nees von Esenbeck 1834. Pteromalus cupreus ingår i släktet Pteromalus och familjen puppglanssteklar. Inga underarter finns listade i Catalogue of Life.